# Juan José Cáceres
Juan José Cáceres (Dock Sud, Argentina; 1  de junio de 2000) es un futbolista paraguayo que se desempeña en la posición de lateral derecho.  Actualmente es jugador del Dinamo Moscú de la Premier League de Rusia
. Es internacional con la selección de fútbol de Paraguay desde 2023.

## Trayectoria

### Racing Club
Firmó su primer contrato profesional el 1 de enero del 2020, debutando en noviembre del mismo año en un partido contra Arsenal Fútbol Club.
El 6 de noviembre de 2022 se consagra campeón y consigue el primer título de su carrera con Racing Club al ganar el Trofeo de Campeones 2022.

## Clubes
| Club                           | País      | Año       |
| ------------------------------ | --------- | --------- |
| Racing Club                    | Argentina | 2020-act. |
| Club Atlético Lanús (préstamo) | Argentina | 2023-act. |

## Palmarés

### Campeonatos nacionales
| Título                  | Club        | País      | Año  |
| ----------------------- | ----------- | --------- | ---- |
| Trofeo de Campeones     | Racing Club | Argentina | 2022 |
| Supercopa Internacional | Racing Club | Argentina | 2022 |